# Ривјер де Прери Поент о Трембл
Ривјер де Прери Поент о Трембл (фр. Rivière-des-Prairies–Pointe-aux-Trembles) је једна од 19 општина Монтреала. Општина је образована 1. јануара 2002.